# Enveckasförsvaret
Enveckasförsvaret har sitt ursprung i dåvarande överbefälhavare Sverker Göransons uttalande i en intervju i Svenska Dagbladet 30 december 2012 inför Folk och Försvars konferens i Sälen den 13 januari 2013:
| ”                              | Vi kan försvara oss mot ett angrepp med ett begränsat mål. Vi talar om ungefär en vecka på egen hand. Därefter måste vi få hjälp av andra länder. | „ |
| – referat 3 januari 2013 av AB | |   |

Detta sades för att visa vad det nya insatsförsvaret (Insatsorganisation 14, IO14) faktiskt skulle klara av år 2019 OM reformen från det tidigare invasionsförsvaret hade finansierats fullt ut istället för att ha genomgått kraftiga nedskärningar under regeringen Reinfeldt, och Göranson var bekymrad över dels att IO14 inte skulle räcka till för att försvara Sveriges oberoende i ljuset av Rysslands agerande i Georgien 2008, dels att de anslagna medlen inte kunde betala det försvar riksdagen beslutat om.
Reaktionen från försvarsdepartementet och regering blev häftig: Göranson hotades av åtal för brott mot rikets säkerhet  och den 29 januari fick Reinfeldt nog av den upprörda debatten om det svenska försvaret som han kallade "ett särintresse bland många andra", och slog fast att "det inte finns något militärt hot mot Sverige idag".
Tumultet ledde för övrigt till att Göranson blev sjukskriven i två månader.